# 최고의 곡들
《최고의 곡들》(神曲たち 카미쿄쿠타치[*])는 AKB48의 두번째 베스트 앨범이다. 2010년 4월 7일 You, Be Cool!를 통해 발매되었다. 수록곡 16곡 가운데 14곡이 이전에 발매된 싱글에 수록된 곡이다. 음반은 발매 첫 주 오리콘 주간 음반 차트에서 1위를 차지했다.

## 발매
캐치프레이즈는 자, 이제부터다. AKB의 역사가 시작된다. 이전 음반으로부터 약 2년 만에 발매된 음반이자 킹 레코드로 이적 후 처음 발매된 음반이다.
신곡 〈지분라시사〉와 〈기미토 니지토 다이요토〉는 통상반에만 수록되어 있다. 특전으로는 통상반 초회생산분에 12종 가운데 1종류의 사진이 포함되어 있으며 극장반에는 발매기념 사인회 참가권이 포함되어 있다.

## 수록곡
CD
전체 작사: 아키모토 야스시
| #   | 제목                                                               | 음악가     | 재생 시간 |
| --- | ------------------------------------------------------------------ | ---------- | --------- |
| 1.  | 〈River〉                                                          |            |           |
| 2.  | 〈Baby! Baby! Baby! Baby!〉                                        |            |           |
| 3.  | 〈大声ダイヤモンド 오고에 다이아몬드[*]→큰 소리 다이아몬드〉       |            |           |
| 4.  | 〈君のことが好きだから 기미노 고토가 스키다카라[*]→너가 좋으니까〉 | 언더걸스   |           |
| 5.  | 〈初日 쇼니치[*]→첫날〉                                            | 팀 B       |           |
| 6.  | 〈10年桜 주넨 사쿠라[*]→10년 벚꽃〉                                |            |           |
| 7.  | 〈飛べないアゲハチョウ 도베나이 아게하초[*]→날지 못하는 호랑나비〉 | 언더걸스   |           |
| 8.  | 〈涙サプライズ! 나미다 서프라이즈![*]→눈물 서프라이즈!〉           |            |           |
| 9.  | 〈Choose me!〉                                                     | 팀 YJ      |           |
| 10. | 〈遠距離ポスター 엔쿄리 포스터[*]→원거리 포스터〉                  | 팀 PB      |           |
| 11. | 〈言い訳Maybe 이와케 Maybe[*]→변명 Maybe〉                         |            |           |
| 12. | 〈ひこうき雲 히코키쿠모[*]→비행기 구름〉                           | 시어터걸스 |           |
| 13. | 〈マジスカロックンロール 마지스카 로큰롤[*]〉                      |            |           |
| 14. | 〈桜の栞 사쿠라노 시오리[*]→벚꽃 책갈피〉                          |            |           |

| #   | 제목                                                              | 재생 시간 |
| --- | ----------------------------------------------------------------- | --------- |
| 15. | 〈自分らしさ 지분라시사[*]→자기다움〉                             |           |
| 16. | 〈君と虹と太陽と 기미토 니지토 다이요토[*]→너와 무지개와 태양과〉 |           |

| #   | 제목                                          | 멤버                                                           | 재생 시간 |
| --- | --------------------------------------------- | -------------------------------------------------------------- | --------- |
| 1.  | 〈RIVER〉                                     | 코지마 하루나, 카시와기 유키, 와타나베 마유                    |           |
| 2.  | 〈Baby! Baby! Baby!〉                         | 코지마 하루나, 미네기시 미나미, 와타나베 마유                  |           |
| 3.  | 〈大声ダイヤモンド→큰 소리 다이아몬드〉       | 코지마 하루나, 미네기시 미나미, 카시와기 유키                  |           |
| 4.  | 〈君のことが好きだから→너가 좋으니까〉        | 쿠라모치 아스카, 사시하라 리노, 타카죠 아키                    |           |
| 5.  | 〈初日→첫날〉                                 | 오오타 아이카, 카시와기 유키, 와타나베 마유                    |           |
| 6.  | 〈10年桜→10년 벚꽃〉                          | 코지마 하루나, 미네기시 미나미, 와타나베 마유                  |           |
| 7.  | 〈飛べないアゲハチョウ→날지 못하는 호랑나비〉 | 사시하라 리노, 타카죠 아키                                     |           |
| 8.  | 〈涙サプライズ!→눈물 서프라이즈!〉            | 코지마 하루나, 미네기시 미나미, 카시와기 유키                  |           |
| 9.  | 〈Choose me!〉                                | 쿠라모치 아스카, 사시하라 리노, 미네기시 미나미, 키타하라 리에 |           |
| 10. | 〈遠距離ポスター→원거리 포스터〉              | 오오타 아이카, 카시와기 유키                                   |           |
| 11. | 〈言い訳Maybe→변명 Maybe〉                    | 오오타 아이카, 쿠라모치 아스카, 카시와기 유키, 와타나베 마유   |           |
| 12. | 〈ひこうき雲→비행기 구름〉                    | 타카죠 아키, 미네기시 미나미, 키타하라 리에                    |           |
| 13. | 〈マジスカロックンロール→마지스카 로큰롤〉    | 코지마 하루나, 카시와기 유키, 와타나베 마유                    |           |
| 14. | 〈桜の栞→벚꽃 책갈피〉                        | 타카죠 아키, 카시와기 유키, 키타하라 리에                      |           |

DVD
| #  | 제목                                                              | 재생 시간 |
| -- | ----------------------------------------------------------------- | --------- |
| 1. | 〈大声ダイヤモンド 振り付けビデオ→오고에 다이아몬드 (안무 영상)〉 |           |
| 2. | 〈言い訳Maybe 振り付けビデオ→변명 Maybe (안무 영상)〉             |           |
| 3. | 〈River 振り付けビデオ→River (안무 영상)〉                        |           |

특전
- 일반판 (초도 한정판에만)
  - 생사진 1장 (전체 12종 중)
- 극장판
  - 발매 기념 큰사인회 참가권 (마쿠하리 멧세 국제 전시장)

## 발매일
| 국가     | 날짜            | 포맷                    | 레이블               |
| -------- | --------------- | ----------------------- | -------------------- |
| 일본     | 2010년 4월 7일  | CD+DVD, CD, 디지털 음원 | You, Be Cool!        |
| 대한민국 | 2018년 8월 10일 | 디지털 음원             | 스톤뮤직엔터테인먼트 |

## 차트 순위
| 차트                           | 최고 순위 |
| ------------------------------ | --------- |
| 오리콘 주간 음반               | 1         |
| 오리콘 연간 음반 (2010년)      | 12        |
| 빌보드 재팬 연간 음반 (2010년) | 19        |

| 기관        | 인증          | 출하수   |
| ----------- | ------------- | -------- |
| 일본 (RIAJ) | 더블 플래티넘 | 500,000+ |

### 내용주
1. ↑  〈Baby! Baby! Baby!〉를 제외한 음원만 재생 및 다운로드가 가능하다.

### 참조주
1. 1 2  “2010年04月05日～2010年04月11日のCDアルバム週間ランキング（2010年04月19日付）”. 《오리콘》 (일본어). 2013년 5월 1일에 원본 문서에서 보존된 문서. 2012년 6월 27일에 확인함.
2. ↑  “年間ランキング特集 アルバム”. 《오리콘》 (일본어). 2010년 12월 20일. 2012년 9월 10일에 원본 문서에서 보존된 문서. 2012년 6월 27일에 확인함.
3. ↑  “Top Albums Year End 2010”. 《빌보드》 (일본어). 2012년 6월 27일에 원본 문서에서 보존된 문서. 2012년 7월 6일에 확인함.
4. ↑  “ゴールド等認定作品一覧　2010年12月”. 《일본 레코드 협회》 (일본어). 2012년 5월 29일에 원본 문서에서 보존된 문서. 2012년 6월 27일에 확인함.